# فرونتادوس
فرونتادوس (به لاتین: Vrontados) یک شهرک در یونان است که در خیوس واقع شده‌است.